# Náhlá smrt (lékařství)
Náhlá smrt je taková smrt, kdy člověk umírá bez předchozích příznaků z příčin, které mají původ uvnitř těla. Zpravidla se označení používá pro takové úmrtí z vnitřních příčin, které nastalo do dvou hodin po objevení se prvních příznaků. Náhlou smrt může způsobit celá řada potenciálně smrtelných onemocnění, nejčastěji jde o onemocnění kardiovaskulární soustavy. Náhlá smrt může být nejčastější první manifestací choroby (např. masivní cévní mozková příhoda), jindy jde jen o raritní manifestaci choroby (např. zápal plic).

## Přehled podle systémů
- Onemocnění oběhové soustavy
  - infarkt myokardu
  - embolie plicnice
  - myokarditida
- Onemocnění centrální nervové soustavy
  - cévní mozková příhoda
  - nádory mozku
  - absces mozku
- Onemocnění dýchací soustavy
  - retrofaryngeální absces
  - zápal plic
  - astma
  - bronchogenní karcinom
  - vdechnutí krve
- Onemocnění trávicí soustavy
  - varixy jícnu
  - benigní nádory hltanu
  - perforace žaludku při žaludečním vředu či karcinomu žaludku
  - perforace střev při ulcerózní kolitidě či infekcích
  - ileus
  - nekróza pankreatu
  - ruptura sleziny
- Onemocnění močopohlavní soustavy
  - akutní glomerulonefritida či pyelonefritida
  - nádory ledvin
- Ostatní onemocnění
  - akutní nepoznané infekce
  - krvácení do nadledvin
  - feochromocytom
  - diabetes mellitus – diabetická ketoacidóza či hypoglykémie